# Bonluck Bus
Bonluck Bus — китайский производитель автобусов со штаб-квартирой в Наньчане, провинция Цзянси. Является частью конгломерата CHTC.
Компания выпускает до 5000 автобусов в год. Автобусы продаются по всему миру, включая Австралию, Европу и Америку.

## Модельный ряд
- Bonluck JXK6840 — автобус
- Bonluck JXK6145XR — автобус дальнего следования
- Bonluck JXK6128CR — автобус дальнего следования
- Bonluck JXK6960CR — автобус дальнего следования
- Bonluck JXK6850CR — автобус дальнего следования
- Bonluck JXK6790CR — автобус дальнего следования
- Bonluck JXK6137 — автобус дальнего следования
- Bonluck JXK6850DR — автобус дальнего следования
- Bonluck JXK6105DR — автобус дальнего следования
- Bonluck JXK6127DR — автобус дальнего следования
- Bonluck JXK6126XR — автобус дальнего следования
- Bonluck JXK6960G — городской автобус
- Bonluck JXK6116 — городской автобус
- Bonluck JXK6120 — городской автобус
- Bonluck JXK6601 — электробус
- Bonluck Luxury — автодом
- Bonluck JXK6105 — автодом[1]

## Галерея

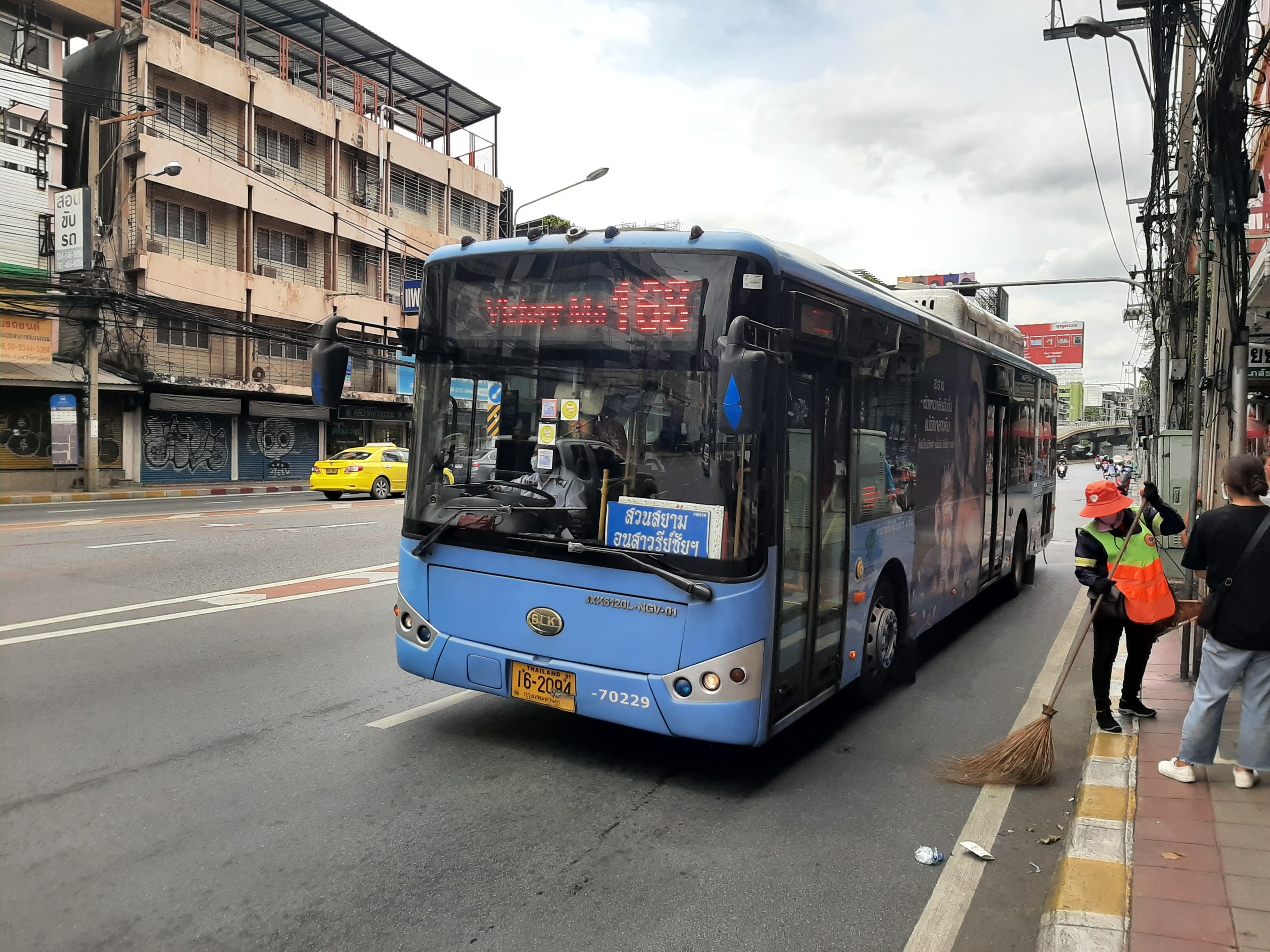
Bonluck JXK6120L-NGV-01 (BMTA)
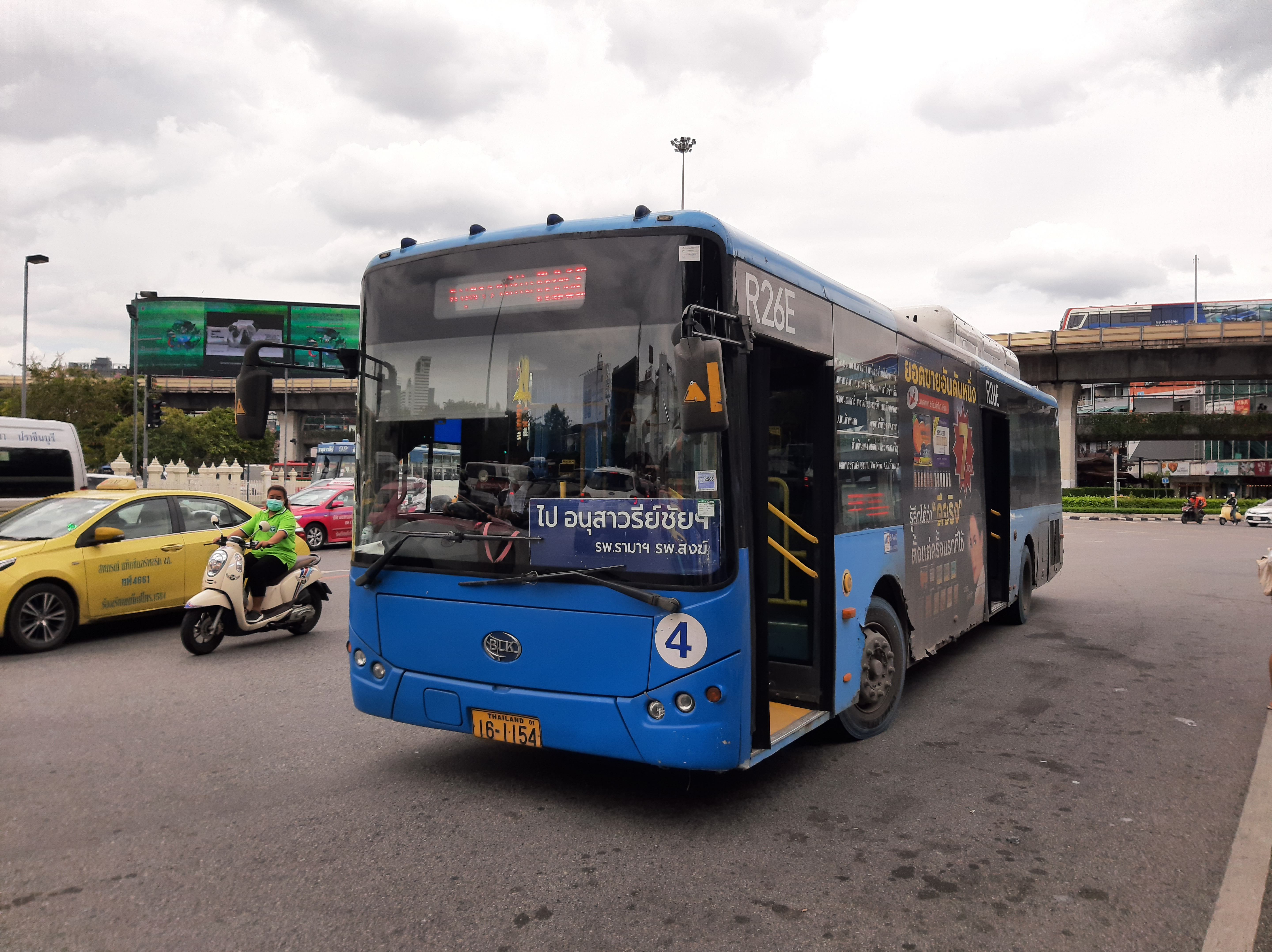
Bonluck JXK6120L-NGV-01 (Marat Transport CO., Ltd.)
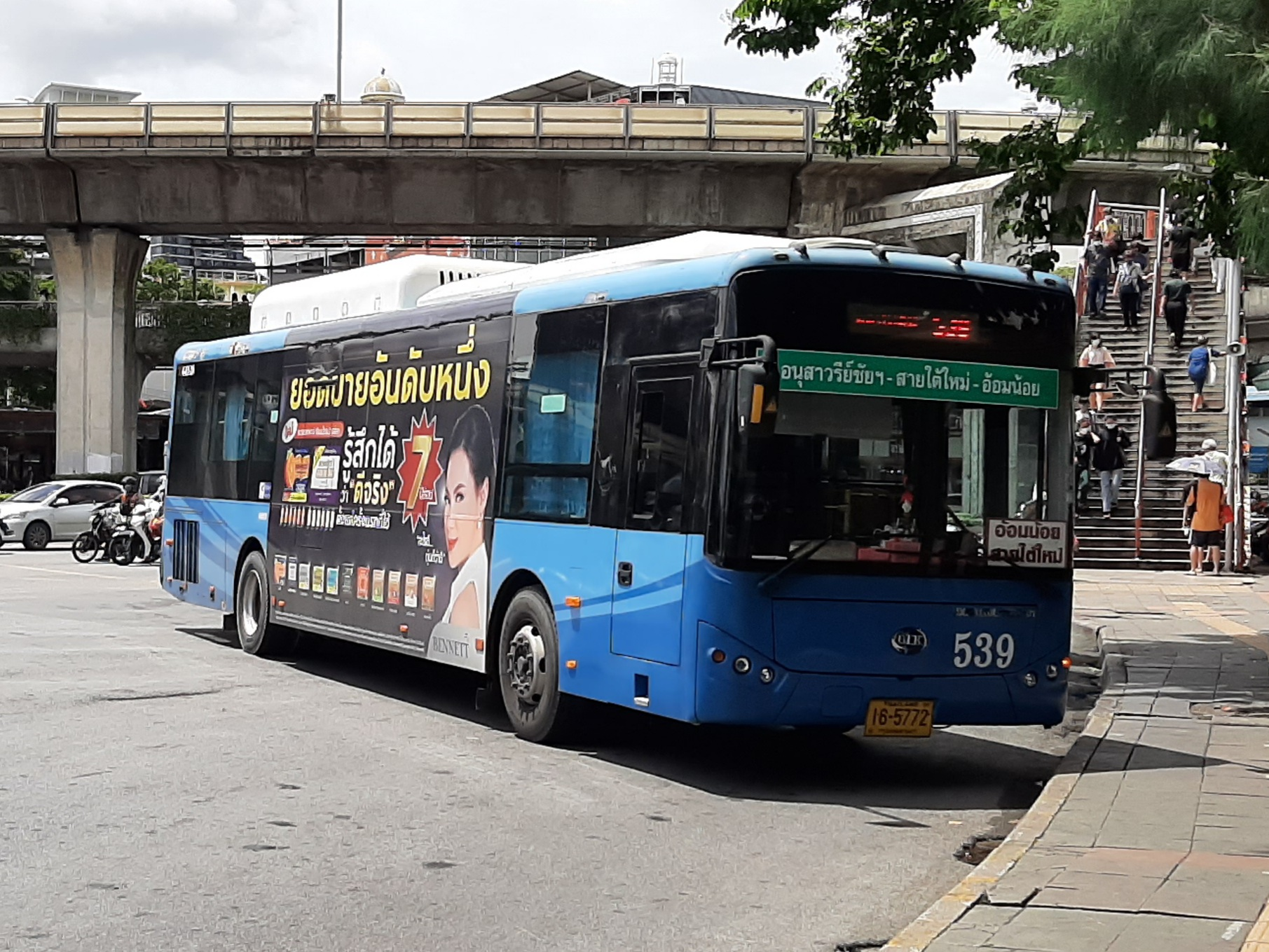
Bonluck JXK6120L-NGV-01 (Boonmongkolkarn CO., Ltd.)